# فولی (میزوری)
فولی (به انگلیسی: Foley) یک شهر در ایالات متحده آمریکا است که در شهرستان لینکلن، میزوری واقع شده‌است. فولی ۰٫۳۶ کیلومتر مربع مساحت و ۱۶۱ نفر جمعیت دارد و ۱۳۲ متر بالاتر از سطح دریا واقع شده‌است.